# Гурген Єгіазарян
Гурген Амбарцумович Єгіазарян (вірм. Գուրգեն Եղիազարյան; 29 вересня 1948, Єреван — 28 жовтня 2020) — колишній депутат парламенту Вірменії.

## Життєпис
Народився 29 вересня 1948 року у Єревані.
- 1968—1973 — Єреванський державний університет. Економіст.
- 1987—1990 — Академія МВС СРСР. Юрист.
- 1963—1979 — працював економістом і інженером.
- З 1976 — працював на різних посадах в системі МВС Вірменської РСР, начальник розшукового відділу, начальник 7-го управління МВС Республіки Вірменія. Заступник міністра національної безпеки.
- 1999—2003— депутат парламенту. Член постійної комісії з питань оборони, національної безпеки та внутрішніх справ.
- 18 грудня 2006 — був запрошений в генпрокуратуру для дачі роз'яснень з приводу інтерв'ю, в якому він стверджує про наявність відеозапису, що свідчить про застосування психотропних речовин і фізичного насильства для одержання необхідних слідству фактів у справі про теракт у парламенті Вірменії 1999.
- З 2003 — член партії «Нові часи».

Помер 28 жовтня 2020 від коронавірусної хвороби.